# Тіло тиску
Тіло тиску (рос. тело давления; англ. pressure body, нім. Druckkörper m) — об'єм рідини, поперечний переріз якого будується для криволінійної поверхні шляхом проектування її на п'єзометричну площину. Об'єм, що в основному складається з окремих частин, які мають додатну (дійсну) або від'ємну (фіктивну) значину, виражає вертикальну складову гідростатичного тиску на дану криволінійну поверхню.